# Oratorio di San Giuseppe dei Minimi
L'oratorio di San Giuseppe dei Minimi è un edificio religioso dell'Aquila, situato nel quarto di San Pietro.

## Storia

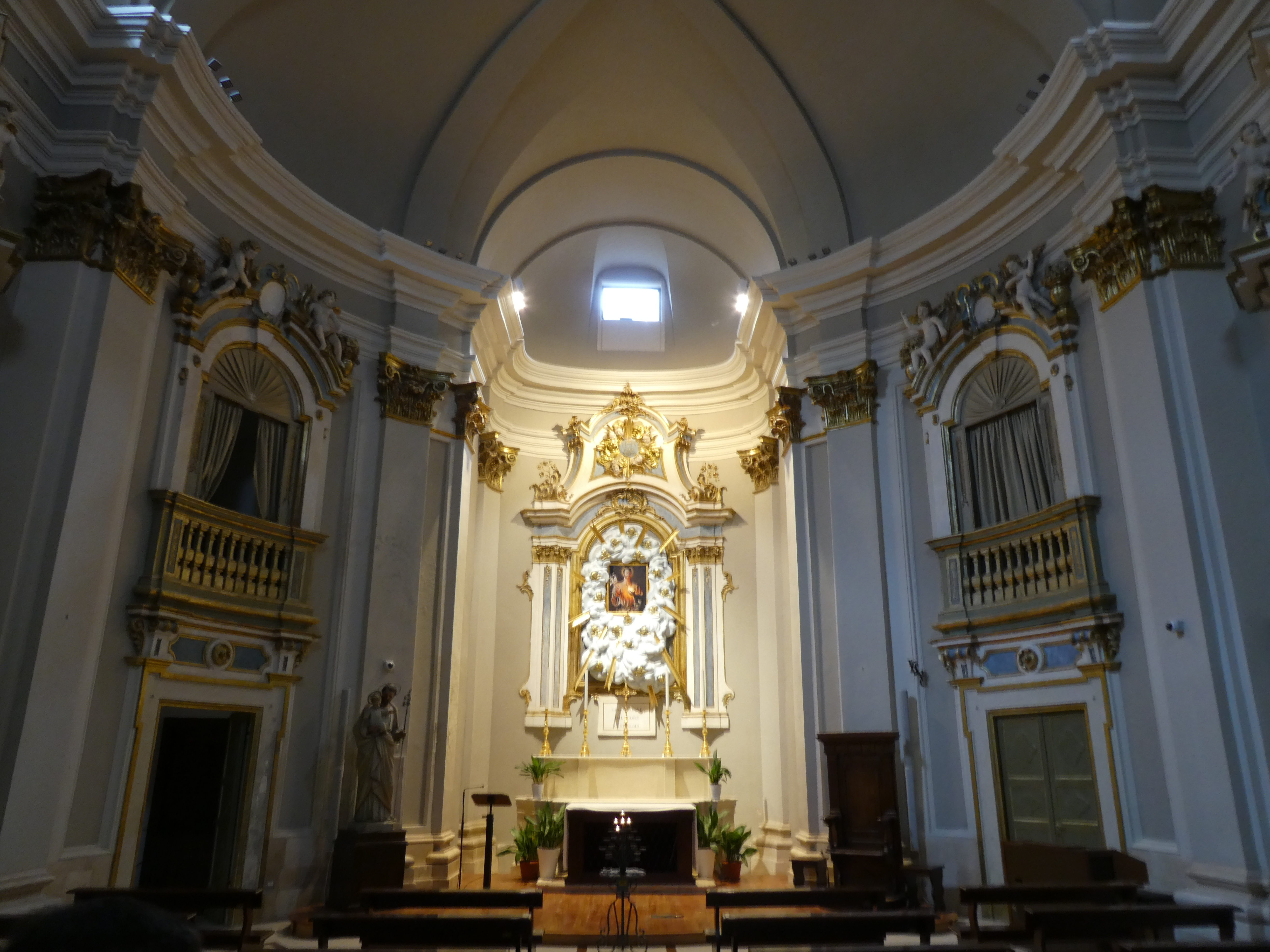
Interno

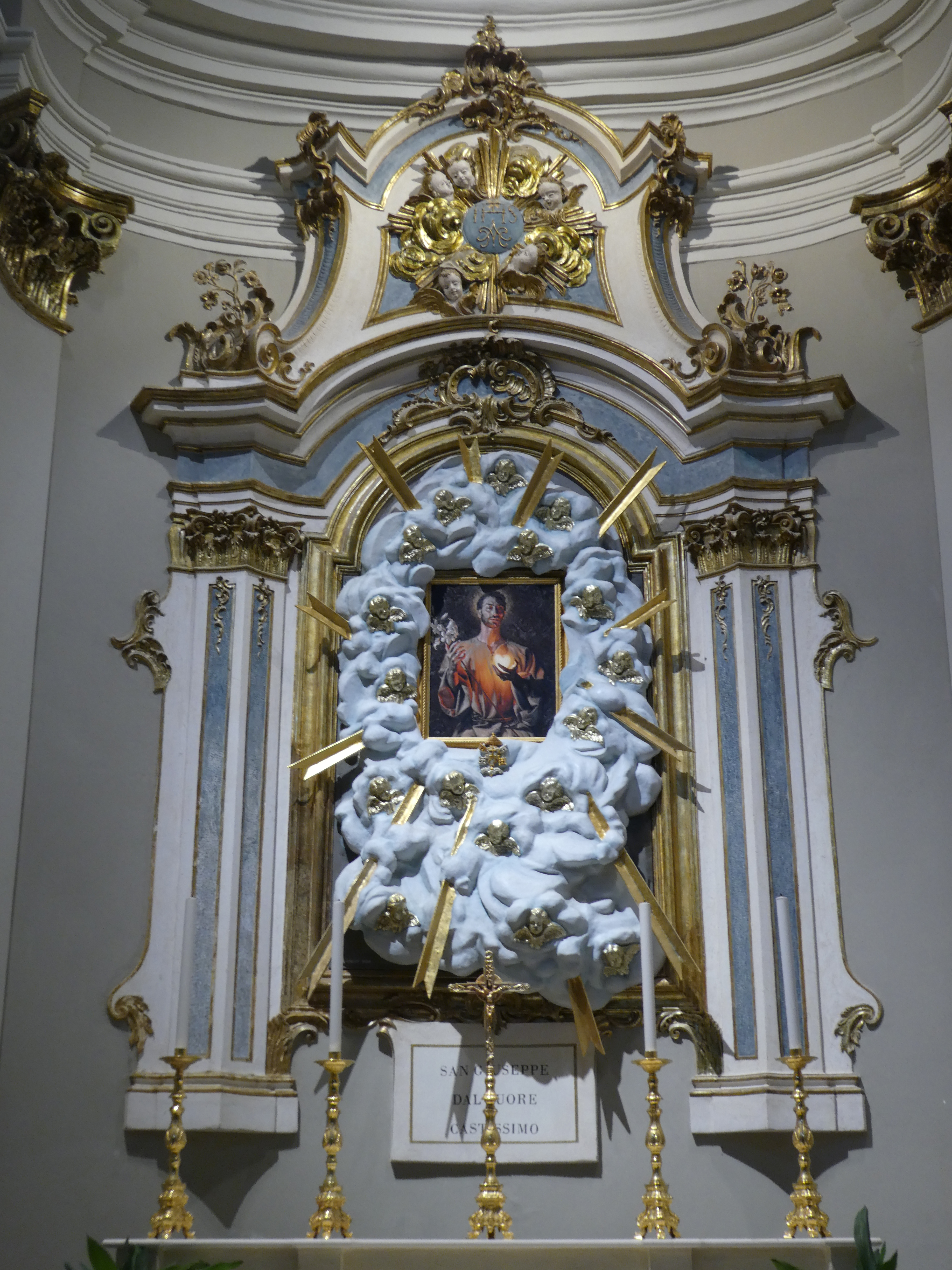
Altare

La storia dell'oratorio è legata a quella dell'adiacente basilica di San Giuseppe Artigiano, sorta nel XIII secolo con il titolo di San Vittorino — dal nome del locale di riferimento, nel territorio amiternino — ed orientata parallelamente alla prospiciente cattedrale d'influenza forconese; in particolare, l'area dell'attuale San Giuseppe dei Minimi costituiva l'area prespiteriale del complesso e, dopo la rotazione dello stesso nella ricostruzione del 1349, rimase sostanzialmente libera da utilizzi religiosi per diversi secoli.
Nel XVII secolo, la confraternita della Madonna del Suffragio chiese l'utilizzo dello spazio, ottenendolo nel 1646; l'anno seguente la chiesa era già stata edificata per poi essere terminata ed aperta nel 1649, anche se i lavori sugli apparati decorativi si protrassero per tutto il secolo. La chiesa venne poi gravemente lesionata — seppur non distrutta — dal terremoto del 1703, in seguito al quale la confraternita edificò una nuova costruzione addirittura in piazza del Duomo.
Con l'apertura della chiesa di Santa Maria del Suffragio, nel 1714, l'oratorio cadde in disuso finché, nel 1770, venne ceduto alla confraternita di San Giuseppe dei Minimi. Lo stesso ordine ottenne, successivamente, anche la gestione della chiesa di San Biagio d'Amiterno che cambiò difatti titolo nell'attuale San Giuseppe Artigiano. La chiesa venne ricostruita nel nuovo stile barocco e probabilmente già completata alla fine del XVIII secolo; viene attribuita tradizionalmente all'architetto Giovan Francesco Leomporra, già attivo nella facciata del Suffragio. Il complesso subì poi, negli anni Trenta del XX secolo, un ulteriore intervento ad opera dell'architetto razionalista Alberto Riccoboni — autore della moderna chiesa di Cristo Re — che ne modificò sostanzialmente la facciata principale.
Danneggiato dal terremoto del 2009, il complesso è stato sottoposto a lavori di ricostruzioni — finanziati dal governo del Kazakistan — e riaperto nel 2013. Per un breve periodo e fino alla riapertura della basilica di Santa Maria di Collemaggio, avvenuta nel 2017, l'oratorio ha ospitato la teca contenente le spoglie di papa Celestino V.

## Descrizione
La chiesa è posta su via Roio, storico confine tra il quarto di San Pietro e quello di San Giovanni. Si pone perpendicolarmente al Duomo — con la facciata rivolta verso il fronte settentrionale della cattedrale — e parallelamente all'adiacente basilica di San Giuseppe Artigiano, con cui è collegata.
Lo stile seicentesco originario riprendeva i canoni delle concittadine Sant'Antonio de' Nardis, San Filippo e Santa Margherita e poteva essere ricondotto all'architettura manierista; di questo, rimane ben poco dopo la ricostruzione della chiesa in stile barocco da parte dell'ordine di San Giuseppe de' Minimi. La facciata settecentesca, invece, presentava uno schema ondulato molto originale, caratterizzato da un coronamento circonflesso e presente in città solo nella coeva chiesa di Santa Maria del Suffragio.
L'attuale facciata, opera del Riccoboni, si presenta invece grezza e caratterizzata da un oculo posto in asse con il portale principale e due monofore laterali appartenenti addirittura alla prima fase costruttiva del complesso e riportate in auge con il restauro novecentesco. L'interno è a sala unica di forma ellittica, con l'unico elemento eccentrico dato dalla cappella absidale. Lo stile riprende quello delle aquilane chiese di Santa Caterina e del San Luigi oltre che della Cappella delle Grazie nella romana San Rocco. Paraste d'ordine corinzio definiscono poi quattro cappelle laterali ai quattro angoli dell'aula, ornate da stucchi dorati e sormontate da balconcini.